# Ion A. Rădulescu-Pogoneanu
Ion A. Rădulescu-Pogoneanu (n. 14 august 1870, Pogoanele, Buzău – d. 14 martie 1945, București) a fost un pedagog român, profesor la Universitatea din București și membru corespondent al Academiei Române din 1919.
Colaborator al revistelor „Convorbiri literare” și „România Jună”, el a ajutat la popularizarea cunoștințelor pedagogiei în România. Printre lucrările sale sunt o biografie a lui Johann Heinrich Pestalozzi, o carte despre fenomenul educației și una pe problemele culturii românești. El a fost un adept al ideilor lui Titu Maiorescu. A fost consemnat în testamentul acestuia să dispună de manuscrisele sale. Din scrierile rămase după moartea lui Titu Maiorescu, a reușit să publice în 1925 ”Istoria contemporană a României”, iar în 1936, cele trei volume de ”Însemnări zilnice”.
Soția sa, Elena, a fost director la Școala Centrală de Fete; el a avut o fiică și doi fii, inclusiv Victor Rădulescu-Pogoneanu, care au devenit diplomați.
A fost deputat de Putna prin 1926.